# Apagy, Szabolcs-Szatmár-Bereg
Apagy  este un sat în districtul Nyíregyház, județul Szabolcs-Szatmár-Bereg, Ungaria, având o populație de 2.304 locuitori (2011). 

## Demografie
Componența etnică a satului Apagy
     Maghiari (98,7%)
     Alții (1,3%)
Componența confesională a satului Apagy
     Reformați (33,94%)
     Romano-catolici (26,87%)
     Greco-catolici (15,45%)
     Fără religie (2,69%)
     Necunoscută (20,4%)
     Alte religii (2,86%)
Conform recensământului din 2011, satul Apagy avea 2.304 locuitori. Din punct de vedere etnic, majoritatea locuitorilor (98,7%) erau maghiari. Nu există o religie majoritară, locuitorii fiind reformați (33,94%), romano-catolici (26,87%), greco-catolici (15,45%) și persoane fără religie (2,69%). Pentru 20,4% din locuitori nu este cunoscută apartenența confesională.